# 刘芳 (国际军事合作办公室)
刘芳（1973年5月—）女，籍贯不详，中国人民解放军大校。

## 生平
1991年8月入伍，1998年5月加入中国共产党。2003年被评为全军“学雷锋标兵”、全国“学习雷锋、志愿服务”先进个人。1994年、2002年各立三等功1次，2003年立二等功1次。1997年到中国人民解放军总参谋部外事办公室工作，曾担任中央军委领导会见外宾等外事场合的英语翻译工作，多次参与军委和总部首长外事出访任务，并经常参与接待外军高级代表团，后任总参谋部外事办公室参谋。2016年任中央军委国际军事合作办公室欧亚局参谋。2007年当选中共十七大代表，2017年再次当选中共十九大代表。